# 匹見上村
匹見上村（ひきみかみむら）は、島根県美濃郡にあった村。現在の益田市の一部にあたる。

## 地理
匹見川の流域に位置していた。
- 河川：広見川[1]

## 歴史
- 1889年（明治22年）4月1日、町村制の施行により、美濃郡匹見村、紙祖村が合併して村制施行し、匹見上村が発足[1][2]。
- 1951年（昭和26年）4月1日 - 匹見下村の大字落合（一部）・広瀬（一部）を編入[1]。
- 1955年（昭和30年）2月1日 - 美濃郡道川村、匹見下村と合併し匹見村を新設して廃止された[1][2]。

### 地名の由来
檜木見（ひきみ）に由来。

## 産業
- ワサビ栽培、製紙、製炭[1]。